# Кокентау
Кокентау (каз. Көкентау, до 2019 года — Знаменка) — село в Жанасемейском районе Абайской области Казахстана. Административный центр Знаменского сельского округа. Код КАТО — 632851100.

## Население
В 1999 году население села составляло 1677 человек (821 мужчина и 856 женщин). По данным переписи 2009 года, в селе проживало 1518 человек (747 мужчин и 771 женщина).